# Heterogonium gurupahense
Heterogonium gurupahense là một loài thực vật có mạch trong họ Dryopteridaceae. Loài này được (C. Chr.) Holttum miêu tả khoa học đầu tiên năm 1955.